# Édouard Pottier
Pour les articles homonymes, voir Pottier.
Édouard Pottier, né le 6 juillet 1839 à Strasbourg et mort le 3 août 1903 à Rochefort, est un vice-amiral français.

## Biographie
Entré dans la Marine française comme élève en 1855, il sert dans différentes régions du monde et participe notamment aux opérations qui mènent à l'occupation de Veracruz (1861) et à la conquête de Vinh Long (1867). Nommé capitaine de vaisseau en 1886, il sert en Méditerranée et au Levant. Promu contre-amiral en 1893 puis Vice-amiral en 1898, il commande l'expédition internationale qui intervient dans la révolte crétoise de 1897-1898. En 1900, il est nommé commandant en chef de l'Escadre d'Extrême-Orient .

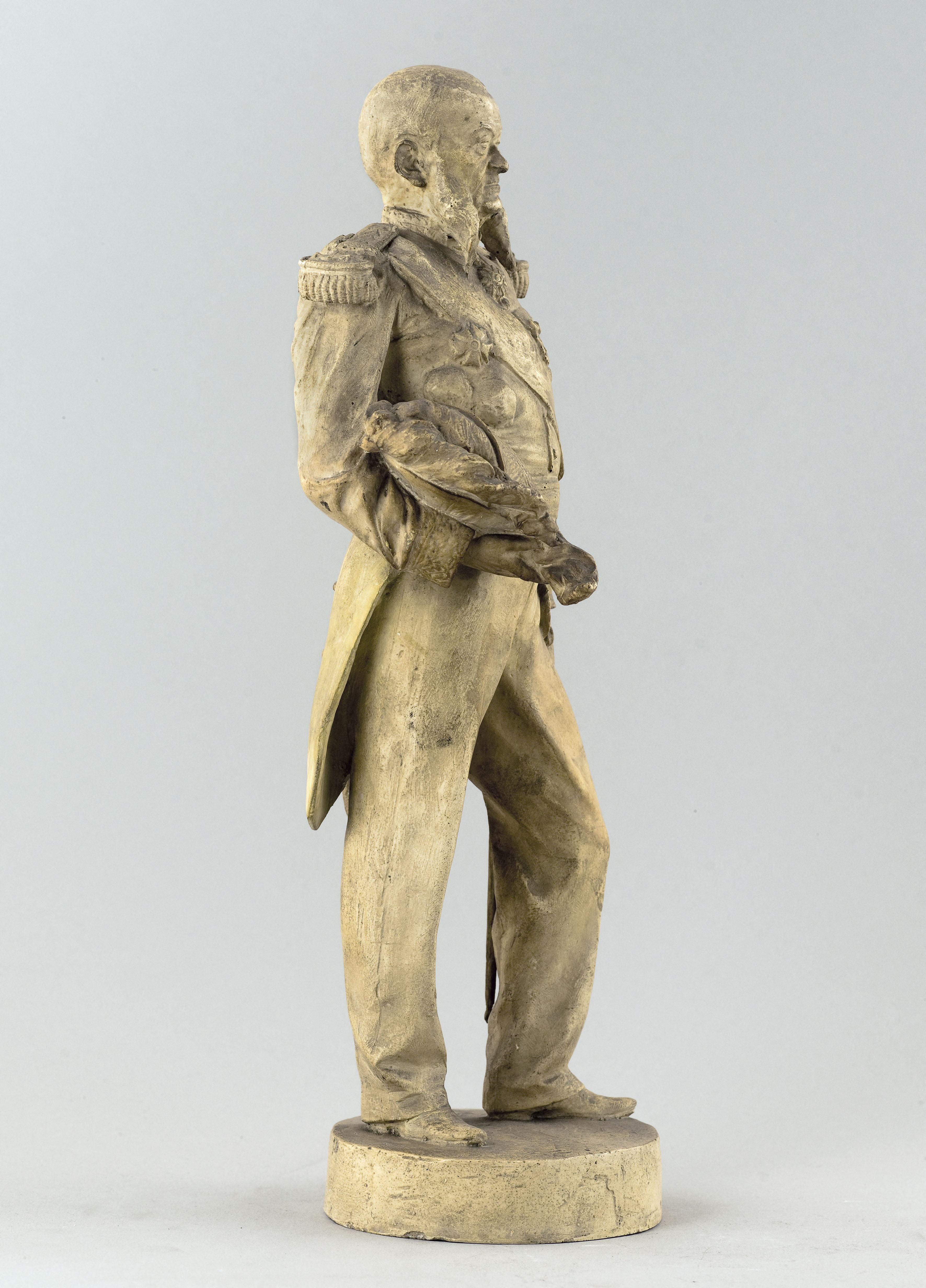
Statue par Théodore Rivière.

## Distinctions
- Grand-croix de la Légion d'honneur (20 septembre 1901)[1]
- Médaille commémorative de l'expédition du Mexique (1862)
- Médaille commémorative de l'expédition du Tonkin
- Officier d'académie

## Sources
- Dossier de Légion d'honneur de l'amiral Pottier.